# Kampong Thom
Kampong Thom (in lingua khmer ក្រុងកំពង់ធំ) è una città della Cambogia, capoluogo della provincia omonima.